# Gábor Balogh
Gábor Balogh (ur. 5 sierpnia 1976 w Budapeszcie), węgierski pięcioboista nowoczesny, srebrny medalista olimpijski w  Sydney, wielokrotny medalista mistrzostw świata i Europy.

## Sukcesy

### Igrzyska olimpijskie
| Olimpiada   | Miejsce | Rok  | Konkurencja   | Rezultat  |
| ----------- | ------- | ---- | ------------- | --------- |
| Sydney 2000 | Sydney  | 2000 | indywidualnie | 2.miejsce |

### Mistrzostwa świata
| Mistrzostwa świata | Miejsce       | Rok  | Konkurencja   | Rezultat   |
| ------------------ | ------------- | ---- | ------------- | ---------- |
| Meksyk 1998        | Meksyk        | 1998 | drużynowo     | 2. miejsce |
| Budapeszt 1999     | Budapeszt     | 1999 | indywidualnie | 1. miejsce |
| Budapeszt 1999     | Budapeszt     | 1999 | drużynowo     | 1. miejsce |
| Budapeszt 1999     | Budapeszt     | 1999 | sztafeta      | 1. miejsce |
| Pesaro 2000        | Pesaro        | 2000 | indywidualnie | 2. miejsce |
| Millfield 2001     | Millfield     | 2001 | indywidualnie | 1. miejsce |
| Millfield 2001     | Millfield     | 2001 | drużynowo     | 1. miejsce |
| San Francisco 2002 | San Francisco | 2002 | drużynowo     | 1. miejsce |
| Pesaro 2003        | Pesaro        | 2003 | drużynowo     | 1. miejsce |
| Pesaro 2003        | Pesaro        | 2003 | sztafeta      | 1. miejsce |

### Mistrzostwa Europy
| Mistrzostwa Europy  | Miejsce        | Rok  | Konkurencja   | Rezultat   |
| ------------------- | -------------- | ---- | ------------- | ---------- |
| Ústí nad Labem 2002 | Ústí nad Labem | 2002 | indywidualnie | 3. miejsce |
| Budapeszt 2006      | Budapeszt      | 2006 | indywidualnie | 1. miejsce |